# Nassau (Bahamas)
 For alternative betydninger, se Nassau. (Se også artikler, som begynder med Nassau)
Nassau er Bahamas' hovedstad og største by. Byen har 274.400(2016) indbyggere. Nassau ligger på øen New Providence og har en attraktiv og travl havn. Det tropiske klima og Bahamas' naturlige skønhed har gjort Nassau til en populær turistdestination. Der er pt. ingen direkte flyforbindelse til Nassau fra Danmark. Direkte fly kan findes fra London.
Nassau blev grundlagt af briterne i midten af det 17. århundrede som Charles Towne, men blev omdøbt til sit nuværende navn i 1695. Sproget er engelsk med en særlig dialekt. Kørselsretning er i venstre side ligesom i England. Befolkningen er primært kristne og meget religiøse.